# Burcioaia, Vrancea
Burcioaia este o localitate componentă a municipiului Adjud din județul Vrancea, Moldova, România.